# Elis e Tom, Só Tinha de Ser com Você
Elis e Tom, só tinha de ser com você é um documentário brasileiro de 2023, com direção de Roberto de Oliveira. A estreia nacional será no Arte 1, canal de artes do grupo bandeirantes.
No fim de 2022, o o documentário ganhou o Prêmio de Melhor na Mostra Internacional de Cinema de São Paulo.

## Sinopse
A obra mostra imagens inéditas da gravação dos bastidores do álbum Elis & Tom, ocorrido em fevereiro de 1974, em Los Angeles.